# (11126) Doleček
(11126) Doleček (1996 TC15) – planetoida z grupy pasa głównego asteroid okrążająca Słońce w ciągu 4,43 lat w średniej odległości 2,7 j.a. Odkryta 15 października 1996 roku.